# Варнава, Владимир Владимирович
Влади́мир Влади́мирович Варна́ва (род. 1 июня 1988, Курган) — российский танцовщик, хореограф и режиссёр, двукратный лауреат премии «Золотая маска» (2010, 2014).

## Биография
Родился 1 июня 1988 года в семье театральных художников Владимира и Ирины Варнава в городе Кургане Курганской области.
После окончания 9 класса в возрасте 14 лет уехал в город Ханты-Мансийск, где учился в Центре искусств для одарённых детей Севера на артиста народного танца и хореографа. В 2007 году окончил Ханты-Мансийский филиал Московского государственного университета культуры и искусств.
В 2008—2012 годах был артистом балета в Музыкальном театре Республики Карелия. Исполнял ведущие партии в балетах классического и современного репертуара. За исполнение роли Меркуцио в балете «Ромео и Джульетта» (Музыкальный театр Республики Карелия) получил премию «Золотая маска» («За лучшую мужскую роль», 2009). За исполнение ролей Фрица и Буффона в балете «Щелкунчик» (Музыкальный театр Республики Карелия) был удостоен театральной премии «Арлекин» (2011). Прошёл стажировку в труппе Каролин Карлсон, Франция (2013).

## Хореограф
В качестве хореографа дебютировал в 2011 году балетом «Пульчинелла» Стравинского в Музыкальном театре Республики Карелия.
С 2012 года живёт и работает в Санкт-Петербурге.
В 2012 стал независимым танцовщиком и хореографом, начинает активно работать с балетными театрами и компаниями современного танца в России и других стран. С 2014 года сотрудничает с Русским инженерным театром «АХЕ» (Санкт-Петербург).
Регулярно выпускает собственные балеты в таких театрах, как Мариинский театр, Пермский театр оперы и балета имени П. И. Чайковского, Московский академический Музыкальный театр им. К. С. Станиславского и В. И. Немировича-Данченко, Театр балета имени Леонида Якобсона. Был хореографом драматических спектаклей в Театре наций, Александринском театре, Театре на Таганке, Приюте комедианта и многих других. Заглавные партии в балетах Владимира Варнавы исполняют Светлана Захарова, Диана Вишнева, Наталья Осипова.

## Награды и звания, премии
- Премия «Золотая маска» в номинации «Лучшая мужская роль», 2010 год, за роль Меркуцио в балете «Ромео и Джульетта» Музыкального театра Республики Карелия
- Премия «Золотая маска» в номинации «Лучшая мужская роль», 2014 год, за роль в спектакле «Пассажир». Совместный проект В. В. Варнавы и Максима Владимировича Диденко, Санкт-Петербург
- Премия «Арлекин» , 2011 год, за роль Фрица/Буффона в балете «Щелкунчик» Музыкального театра Карелии.
- Молодёжная премия Правительства Санк-Петербурга «за достижения в области сценического творчества», 2014 год
- Победитель конкурса молодых хореографов международного фестиваля современной хореографии «Context. Диана Вишнёва», 2013 год, Москва

## Постановки
- 2011 — «Пульчинелла». Музыкальный театр Республики Карелия (хореограф)[6].
- 2012 — «Начало» на музыку Сати[3].
- 2012 — «Плюс минус ноль» на музыку Арво Пярта. Хореографическая миниатюра в исполнении Светланы Захаровой и Владимира Варнавы. Большой театр. Москва[3].
- 2013 — «Окно в середину зимы» в рамках «Творческой мастерской молодых хореографов». Мариинский театр. Санкт-Петербург[6].
- 2013 — «Девочка со спичками» международный фестиваль современной хореографии «CONTEXT. Diana Vishneva». Москва[3].
- 2013 — «Пассажир» (танцевальный спектакль по мотивам повести Амели Нотомб «Косметика врага», совместный проект Владимира Варнавы и Максима Диденко, Санкт-Петербург), Санкт-Петербург[6]. За лучшую мужскую роль исполнитель Владимир Варнава получил премию «Золотая Маска» 2014 года, спектакль также был номинирован на премию за лучшую хореографию и лучший спектакль в современном танце[7][8]
- 2013 — «Шинель. Балет». Продюсерский центр «Контарт», Санкт-Петербург[6][9].
- 2014 — «Сохраняйте спокойствие» на музыку Иоганна Штрауса и Антона Аренского. Мариинский театр. Санкт-Петербург[6].
- 2014 — «Записки сумасшедшего» (по раскаазу Лу Синя[1], совместный проект с Е. Анисимовым), Продюсерский центр «Контарт», Санкт-Петербург[3].
- 2014 — «Добрые люди злые песни» (хип-хоп группа в составе М. Диденко, И. Кушнира, Ж. Анисимова, С. Азеева)[9].
- 2015 — «Глина» на музыку Дариюса Мийо. Мариинский театр. Санкт-Петербург[6].
- 2015 — «Каменный берег» на музыку Александра Карпова в Театре балета имени Леонида Якобсона, Санкт-Петербург[6].
- 2015 — «Моцарт и Сальери» (совместно с Сергеем Даниляном)[10].
- 2016 — «Поцелуй феи» на музыку А. Карпова. Балет Монте-Карло. Монако[11].
- 2016 — «В раме» (перфоманс, совместно с Павлом Семченко и Владимиром Волковым)
- 2017 — «Видение розы» на музыку Карла Марии фон Вебера и Александра Карпова[3].
- 2017 — Within на музыку группы Daft Punk для проекта С.Даниляна «Мечтатели»[12]. Мариинский театр. Санкт-Петербург.
- 2017 — «Цирк» (хореография в спектакле режиссёра М. Диденко[3]) «Театр Наций», Москва[6][9].
- 2017 — «Петрушка» в Пермском театре оперы и балета имени П. И. Чайковского[9].
- 2017 — «Ярославна. Затмение» на музыку Бориса Тищенко. Мариинский театр. Санкт-Петербург[6][9].
- 2017 — «Место куда я должен вернуться» на музыку Мориса Равеля «Болеро» в переложении Александра Карпова. Фестиваль «CONTEXT. Diana Vishneva». Санкт-Петербург.
- 2017 — «Собачье сердце». (хореография в спектакле режиссёра М. Диденко[3]) Театр «Приют комедианта», Санкт-Петербург.
- 2017 — «Петрушка» Игоря Стравинского. Мариинский театр. Санкт-Петербург[13].
- 2018 — «Беги, Алиса, беги». (реж. М. Диденко) Театр на Таганке, Москва[9].
- 2018 — «Айседора» Segerstrom Center of the Arts (Коста-Меса, Калифорния). Продюсерский центр «Ardani artists», Нью-Йорк[14].
- 2018 — «Ткани» на музыку Red Hot Chili Peppers[14].
- 2019 — «Круг Форели» на музыку Павла Карманова. VOLKOV ManiFEST. Санкт-Петербург.
- 2019 — «Red Square» (реж. С.Савельев), приурочен к 55-летнему юбилею театра на Таганке. Москва.
- 2019 — «Рёбра в рёбра» (перфоманс, совместно с Павлом Семченко и Владимиром Волковым)
- 2019 — «Wood Rabbit». (Совместный проект с Дор Мамалия, Дариус Новак), Тель-Авив.
- 2019 — «Кармен»[3] спектакль-полиформа, проект П. Каплевича в зале «Зарядье». Москва
- 2019 — «Коллайдер» перфоманс режиссера М. Диденко, хореографа В. Варнава и художника П.Семченко и группы SHORT PARIS. Хлебзавод. Москва.
- 2019 — «УтроВечер» спектакль с участием Чулпан Хаматовой и Кати Сканави, на стихи Юрия Левитанского. Режиссер В.Варнава.
- 2019 — «Дафнис и Хлоя» на музыку Мориса Равеля. Мариинский театр. Санкт-Петербург[6].
- 2019 — «Двухместный номер с кроватью king-size» на фестивале «Формы Танца». Александринский Театр. Санкт-Петербург.
- 2020 — «Священный карантин» он-лайн гала-концерт современного танца.
- 2020 — «Прощай, старый мир» на музыку Дениса Антонова в «Балете Москва»[6].
- 2020 — «Бойня № 5» Опера на музыку Владимира Раннева. (реж. М.Диденко) Festspielhaus Hellerau Theater. Дрезден.
- 2020 — «Бык на крыше». Мариинский театр. Санкт-Петербург (хореограф)[6].
- 2021 — «Щелкунчик». Санкт-Петербург.
- 2021 — «Левша» (реж. М.Диденко). Театр Наций. Москва.
- 2022 — «Скорость Падения» на Новой сцене Александринского Театра

## Образ в культуре и искусстве
- Владимир Варнава является второстепенным героем книги Дмитрия Глуховского "Пост 2. Спастись и сохранить"[15]

## Фильмография
- 2023 — Балет — Кирилл, хореограф, помощник Руты Майерс
- 2023 — Отпуск в октябре — хореограф